# Eperjeske
Eperjeske község Szabolcs-Szatmár-Bereg vármegyében, a Záhonyi járásban.

## Fekvése
A vármegye és egyben a Nyírség észak-északkeleti széle közelében helyezkedik el, a Tisza bal partján.
A közvetlen szomszédos települések a határ magyar oldalán: észak felől Tiszaszentmárton, kelet felől Lónya, délkelet felől Tiszamogyorós, délnyugat felől Mándok, nyugat felől pedig Tiszabezdéd.
A térség fontosabb települései közül Mándok és Tiszaszentmárton 4-4, Záhony és Tuzsér 12-12, Mezőladány pedig 10 kilométer távolságra található.

### Megközelítése
Központja közúton csak Mándok vagy Tiszaszentmárton érintésével érhető el, mindkét irányból a 4115-ös úton. Határszélét délkeleten érinti még a 4113-as út is.
A hazai vasútvonalak közül a Mátészalka–Záhony-vasútvonal érinti; Eperjeske alsó megállóhely a település északnyugati külterületei között helyezkedik el. Áthalad még a területén egy, kizárólag teherforgalmat bonyolító vasútvonal is, mely a falu északi határától nem messze állandó híddal szeli át a Tiszát és az ukrajnai Bátyúig (Батьово) vezet.

## Története
Eperjeske neve az oklevelekben a 15. században, mint Mándok melletti település van említve, Eperjes néven.
1438-ban birtokosa a Losonczy család volt.
1446-ban a település földesuraként az Upory család volt említve.
1480-ban pedig már a Bezdédy család kezében volt a község.
A 19. század első felében több családnak  is van itt tulajdona: a Jármy, Kozma, Pilisy, Nemes, gróf Forgách családok a birtokosai.
1841-ben a faluban tűzvész pusztított, ekkor Eperjeske nagy része leégett.
A 20. század elején Jármy Imrének és Jármy Miklósnak volt itt birtoka, melyen a családnak nemes kúriája állt, az ahhoz tartozó kerttel együtt, melyet a szomszédos Pilisy féle kerttel egyesítettek, s a 20. század elején a vármegye legszebb parkjai közt tartották számon.
A park védett fái közül említést érdemelnek a fenyőfélék és a tulipánfa (Liliodendron tulipifera).
A falu életére jelentpős hatást gyakorolt az 1964-ben felépített Tiszaszentmárton–szalókai vasúti Tisza-híd, amelyet követően Eperjeske térségét erősen fejlesztették, mint a Záhonyi Átrakó Körzet részét.

## Közélete

### Polgármesterei
- 1990–1994: Halász Mihály (MDF)[3]
- 1994–1998: Halász Mihály (független)[4]
- 1998–2002: Répási László (független)[5]
- 2002–2006: Répási László (független)[6]
- 2006–2010: Pásztor Gábor (független)[7]
- 2010–2014: Pásztor Gábor (független)[8]
- 2014–2019: Pásztor Gábor (független)[9]
- 2019–2024: Pásztor Gábor (független)[10]
- 2024– : Pásztor Gábor (független)[1]

## Népesség
A település népességének változása:
| Lakosok száma | 1217 | 1239 | 1260 | 1170 | 1072 | 1040 | 1020 |
|               | 2013 | 2014 | 2015 | 2021 | 2022 | 2023 | 2024 |

2001-ben a település lakosságának 99%-a magyar, 1%-a cigány nemzetiségűnek vallotta magát.
A 2011-es népszámlálás során a lakosok 78,3%-a magyarnak, 16,1% cigánynak, 0,2% örménynek, 0,3% ukránnak mondta magát (21,7% nem nyilatkozott; a kettős identitások miatt a végösszeg nagyobb lehet 100%-nál). A vallási megoszlás a következő volt: római katolikus 8%, református 55,9%, görögkatolikus 2,5%, felekezeten kívüli 4,5% (28% nem válaszolt).
2022-ben a lakosság 93,1%-a vallotta magát magyarnak, 18,9% cigánynak, 0,6% ukránnak, 0,2% románnak, 0,1% bolgárnak, 0,3% egyéb, nem hazai nemzetiségűnek (6,9% nem nyilatkozott; a kettős identitások miatt a végösszeg nagyobb lehet 100%-nál). Vallásuk szerint 3,9% volt római katolikus, 57,6% református, 2,6% görög katolikus, 0,5% egyéb keresztény, 7% felekezeten kívüli (27,4% nem válaszolt).

## Nevezetességei
- Református templom - 1821-ben épült.
- Jármy kúria

## Testvérvárosai
- Székelyszenterzsébet